# Partecipanti al Tour Down Under 2025
Elenco dei partecipanti al Tour Down Under 2025.
Il Tour Down Under 2025 è stata la venticinquesima edizione della corsa. Alla competizione hanno preso parte 20 squadre: le 18 iscritte all'UCI World Tour 2025, 1 invitata dell'UCI ProTeam e 1 selezione australiana.
Ciascuna delle squadre è composta da sette ciclisti, per un totale di 140 accreditati alla partenza.

## Corridori per squadra
| Israel-Premier Tech | Israel-Premier Tech  | Israel-Premier Tech | Team Jayco AlUla        | Team Jayco AlUla        | Team Jayco AlUla        | Bahrain Victorious         | Bahrain Victorious         | Bahrain Victorious         |
| ------------------- | -------------------- | ------------------- | ----------------------- | ----------------------- | ----------------------- | -------------------------- | -------------------------- | -------------------------- |
| Nº                  | Ciclista             | Clas.               | Nº                      | Ciclista                | Clas.                   | Nº                         | Ciclista                   | Clas.                      |
| 1                   | Stephen Williams     | 53º                 | 11                      | Luke Plapp              | 6º                      | 21                         | Phil Bauhaus               | 102º                       |
| 2                   | George Bennett       | 30º                 | 12                      | Luke Durbridge          | 121º                    | 22                         | Nikias Arndt               | 101º                       |
| 3                   | Simon Clarke         | 106º                | 13                      | Chris Harper            | 14º                     | 23                         | Roman Ermakov              | 79º                        |
| 4                   | Pier-André Côté      | 104º                | 14                      | Michael Hepburn         | 127º                    | 24                         | Afonso Eulálio             | 15º                        |
| 5                   | Nick Schultz         | 81º                 | 15                      | Kelland O'Brien         | 73º                     | 25                         | Mathijs Paasschens         | 82º                        |
| 6                   | Corbin Strong        | 21º                 | 16                      | Mauro Schmid            | 40º                     | 26                         | Daniel Skerl               | 131º                       |
| 7                   | Michael Woods        | 10º                 | 17                      | Campbell Stewart        | 122º                    | 27                         | Robert Stannard            | 57º                        |
| UAE Team Emirates   | UAE Team Emirates    | UAE Team Emirates   | Soudal Quick-Step       | Soudal Quick-Step       | Soudal Quick-Step       | Decathlon AG2R La Mondiale | Decathlon AG2R La Mondiale | Decathlon AG2R La Mondiale |
| Nº                  | Ciclista             | Clas.               | Nº                      | Ciclista                | Clas.                   | Nº                         | Ciclista                   | Clas.                      |
| 31                  | Jay Vine             | 11º                 | 41                      | Pascal Eenkhoorn        | 86º                     | 51                         | Paul Lapeira               | 49º                        |
| 32                  | Rune Herregodts      | 117º                | 42                      | Pieter Serry            | 72º                     | 52                         | Geoffrey Bouchard          | 87º                        |
| 33                  | Julius Johansen      | 120º                | 43                      | A. Raccagni Noviero     | 108º                    | 53                         | Dorian Godon               | 43º                        |
| 34                  | Jhonatan Narváez     | 1º                  | 44                      | Casper Pedersen         | 69º                     | 54                         | Noa Isidore                | 110º                       |
| 35                  | Rui Oliveira         | 98º                 | 45                      | Antoine Huby            | 54º                     | 55                         | Jordan Labrosse            | 56º                        |
| 36                  | Marc Soler           | 90º                 | 46                      | James Knox              | 124º                    | 56                         | Bastien Tronchon           | 5º                         |
| 37                  | Pablo Torres         | 22º                 | 47                      | William Junior Lecerf   | 20º                     | 57                         | Andrea Vendrame            | 75º                        |
| Intermarché-Wanty   | Intermarché-Wanty    | Intermarché-Wanty   | Ineos Grenadiers        | Ineos Grenadiers        | Ineos Grenadiers        | Red Bull-Bora-Hansgrohe    | Red Bull-Bora-Hansgrohe    | Red Bull-Bora-Hansgrohe    |
| Nº                  | Ciclista             | Clas.               | Nº                      | Ciclista                | Clas.                   | Nº                         | Ciclista                   | Clas.                      |
| 61                  | Francesco Busatto    | 74º                 | 71                      | Lucas Hamilton          | 65º                     | 81                         | Sam Welsford               | 114º                       |
| 62                  | Dries De Pooter      | 36º                 | 72                      | Michał Kwiatkowski      | 52º                     | 82                         | Finn Fisher-Black          | 3º                         |
| 63                  | Arne Marit           | 105º                | 73                      | Magnus Sheffield        | 7º                      | 83                         | Filip Maciejuk             | 118º                       |
| 64                  | Tom Paquot           | 133º                | 74                      | Ben Swift               | 78º                     | 84                         | Ryan Mullen                | 126º                       |
| 65                  | Dion Smith           | 48º                 | 75                      | Connor Swift            | 66º                     | 85                         | Laurence Pithie            | 63º                        |
| 66                  | Taco van der Hoorn   | 134º                | 76                      | Geraint Thomas          | 129º                    | 86                         | Danny van Poppel           | 84º                        |
| 67                  | Georg Zimmermann     | 18º                 | 77                      | Samuel Watson           | 77º                     | 87                         | Ben Zwiehoff               | 35º                        |
| Team Picnic PostNL  | Team Picnic PostNL   | Team Picnic PostNL  | Cofidis                 | Cofidis                 | Cofidis                 | Arkéa-B&B Hotels           | Arkéa-B&B Hotels           | Arkéa-B&B Hotels           |
| Nº                  | Ciclista             | Clas.               | Nº                      | Ciclista                | Clas.                   | Nº                         | Ciclista                   | Clas.                      |
| 91                  | Tobias Lund Andresen | 88º                 | 101                     | Bryan Coquard           | 89º                     | 111                        | Cristián Rodríguez         | 29º                        |
| 92                  | Julius van den Berg  | 109º                | 102                     | Jesús Herrada           | 51º                     | 112                        | Giosuè Epis                | 99º                        |
| 93                  | Patrick Eddy         | 97º                 | 103                     | Ion Izagirre            | 25º                     | 113                        | Donavan Grondin            | 119º                       |
| 94                  | Alexander Edmondson  | 96º                 | 104                     | Nolann Mahoudo          | 116º                    | 114                        | Louis Rouland              | 76º                        |
| 95                  | Gijs Leemreize       | 50º                 | 105                     | Jan Maas                | 113º                    | 115                        | Miles Scotson              | R 1ª                       |
| 96                  | Oscar Onley          | 4º                  | 106                     | Paul Ourselin           | 60º                     | 116                        | Martin Tjøtta              | 45º                        |
| 97                  | Bjoern Koerdt        | 44º                 | 107                     | Alexis Renard           | 91º                     | 117                        | Alessandro Verre           | 37º                        |
| Movistar Team       | Movistar Team        | Movistar Team       | Team Visma-Lease a Bike | Team Visma-Lease a Bike | Team Visma-Lease a Bike | EF Education-EasyPost      | EF Education-EasyPost      | EF Education-EasyPost      |
| Nº                  | Ciclista             | Clas.               | Nº                      | Ciclista                | Clas.                   | Nº                         | Ciclista                   | Clas.                      |
| 121                 | Carlos Canal         | 46º                 | 131                     | Dylan van Baarle        | NP 2ª                   | 141                        | Esteban Chaves             | 26º                        |
| 122                 | Manlio Moro          | R 1ª                | 132                     | Loe van Belle           | R 5ª                    | 142                        | Yuhi Todome                | 107º                       |
| 123                 | Gregor Mühlberger    | 103º                | 133                     | Matthew Brennan         | 42º                     | 143                        | Lukas Nerurkar             | 28º                        |
| 124                 | Mathias Norsgaard    | 123º                | 134                     | Thomas Gloag            | 8º                      | 144                        | Jardi van der Lee          | 93º                        |
| 125                 | Diego Pescador       | 68º                 | 135                     | Tijmen Graat            | 38º                     | 145                        | Markel Beloki              | 71º                        |
| 126                 | Natnael Tesfatsion   | 33º                 | 136                     | Menno Huising           | 34º                     | 146                        | Max Walker                 | 85º                        |
| 127                 | Javier Romo          | 2º                  | 137                     | Julien Vermote          | 128º                    | 147                        | Alastair MacKellar         | 58º                        |
| Alpecin-Deceuninck  | Alpecin-Deceuninck   | Alpecin-Deceuninck  | XDS Astana Team         | XDS Astana Team         | XDS Astana Team         | Lidl-Trek                  | Lidl-Trek                  | Lidl-Trek                  |
| Nº                  | Ciclista             | Clas.               | Nº                      | Ciclista                | Clas.                   | Nº                         | Ciclista                   | Clas.                      |
| 151                 | Tobias Bayer         | 83º                 | 161                     | Alberto Bettiol         | 67º                     | 171                        | Tim Torn Teutenberg        | 80º                        |
| 152                 | Lars Boven           | 92º                 | 162                     | Nicola Conci            | 95º                     | 172                        | Juan Pedro López           | SQ 6ª                      |
| 153                 | Ramses Debruyne      | 115º                | 163                     | Aaron Gate              | 61º                     | 173                        | Bauke Mollema              | 13º                        |
| 154                 | Simon Dehairs        | 132º                | 164                     | Harold Martín López     | R 3ª                    | 174                        | Jacopo Mosca               | 59º                        |
| 155                 | Gal Glivar           | 27º                 | 165                     | Henok Mulubrhan         | 31º                     | 175                        | Albert Philipsen           | 17º                        |
| 156                 | Henri Uhlig          | 62º                 | 166                     | Ide Schelling           | 112º                    | 176                        | Patrick Konrad             | 9º                         |
| 157                 | F. Van Den Bossche   | 64º                 | 167                     | Sergio Higuita          | 23º                     | 177                        | Andrea Bagioli             | 24º                        |
| Groupama-FDJ        | Groupama-FDJ         | Groupama-FDJ        | Selezione australiana   | Selezione australiana   | Selezione australiana   |                            |                            |                            |
| Nº                  | Ciclista             | Clas.               | Nº                      | Ciclista                | Clas.                   |                            |                            |                            |
| 181                 | Lewis Askey          | 55º                 | 191                     | Damien Howson           | 41º                     |                            |                            |                            |
| 182                 | Sven Erik Bystrøm    | 47º                 | 192                     | Oliver Bleddyn          | 100º                    |                            |                            |                            |
| 183                 | Clément Davy         | 70º                 | 193                     | Fergus Browning         | 39º                     |                            |                            |                            |
| 184                 | Eddy Le Huitouze     | 130º                | 194                     | Zac Marriage            | 19º                     |                            |                            |                            |
| 185                 | Quentin Pacher       | 32º                 | 195                     | Rudy Porter             | 16º                     |                            |                            |                            |
| 186                 | Rémy Rochas          | 12º                 | 196                     | Cameron Scott           | 111º                    |                            |                            |                            |
| 187                 | Matthew Walls        | 94º                 | 197                     | Liam Walsh              | 125º                    |                            |                            |                            |

### Legenda
| Legenda | Legenda | Legenda | Legenda                                                       |
| ------- | --- | ------- | ------------------------------------------------------------- |
| Nº      | Dorsale di partenza del ciclista | Clas.   | Posizione finale nella classifica generale                    |
|         | Indica il vincitore della classifica generale                                                                                        |         | Indica il vincitore della classifica scalatori                |
|         | Indica il vincitore della classifica a punti                                                                                         |         | Indica il vincitore della classifica dei giovani              |
| NP      | Indica un ciclista che non è ripartito in una tappa la mattina                                                                       | R       | Indica un ciclista che si è ritirato in una tappa             |
| FT      | Indica un ciclista che ha concluso una tappa fuori tempo, ossia ha impiegato più tempo rispetto a quanto stabilito dal tempo massimo | SQ      | Corridore squalificato per non aver rispettato il regolamento |